# Catedral metropolitana de Buenos Aires
La Catedral metropolitana de la Santísima Trinidad (más conocida cómo Catedral Metropolitana de Buenos Aires; y oficialmente Iglesia catedral metropolitana de la Santísima Trinidad) es un templo católico de Argentina, sede de la Arquidiócesis de Buenos Aires. Fue la Sede Primada de la Iglesia Católica de Argentina hasta el 7 de septiembre del 2024 en que la misma pasó a la Catedral de Santiago del Estero. Se encuentra ubicada en el barrio porteño de San Nicolás, en la intersección de la calle San Martín y la avenida Rivadavia, en frente a la plaza de Mayo.

## Historia

### Orígenes

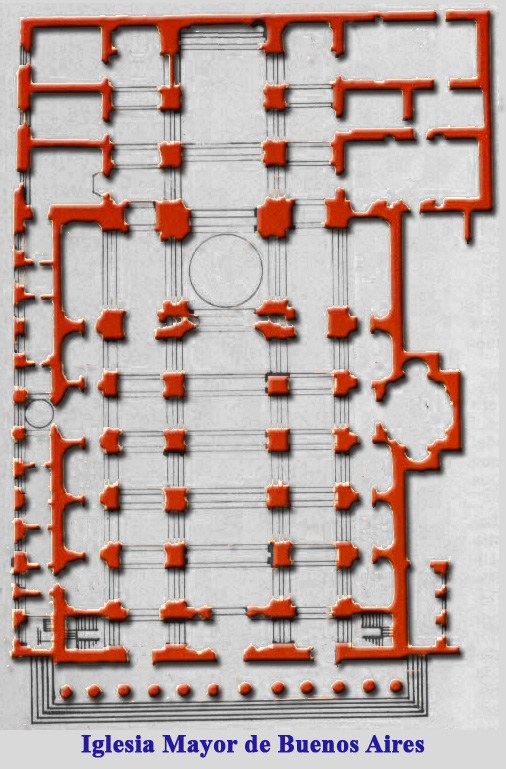
Plano del conjunto catedralicio.

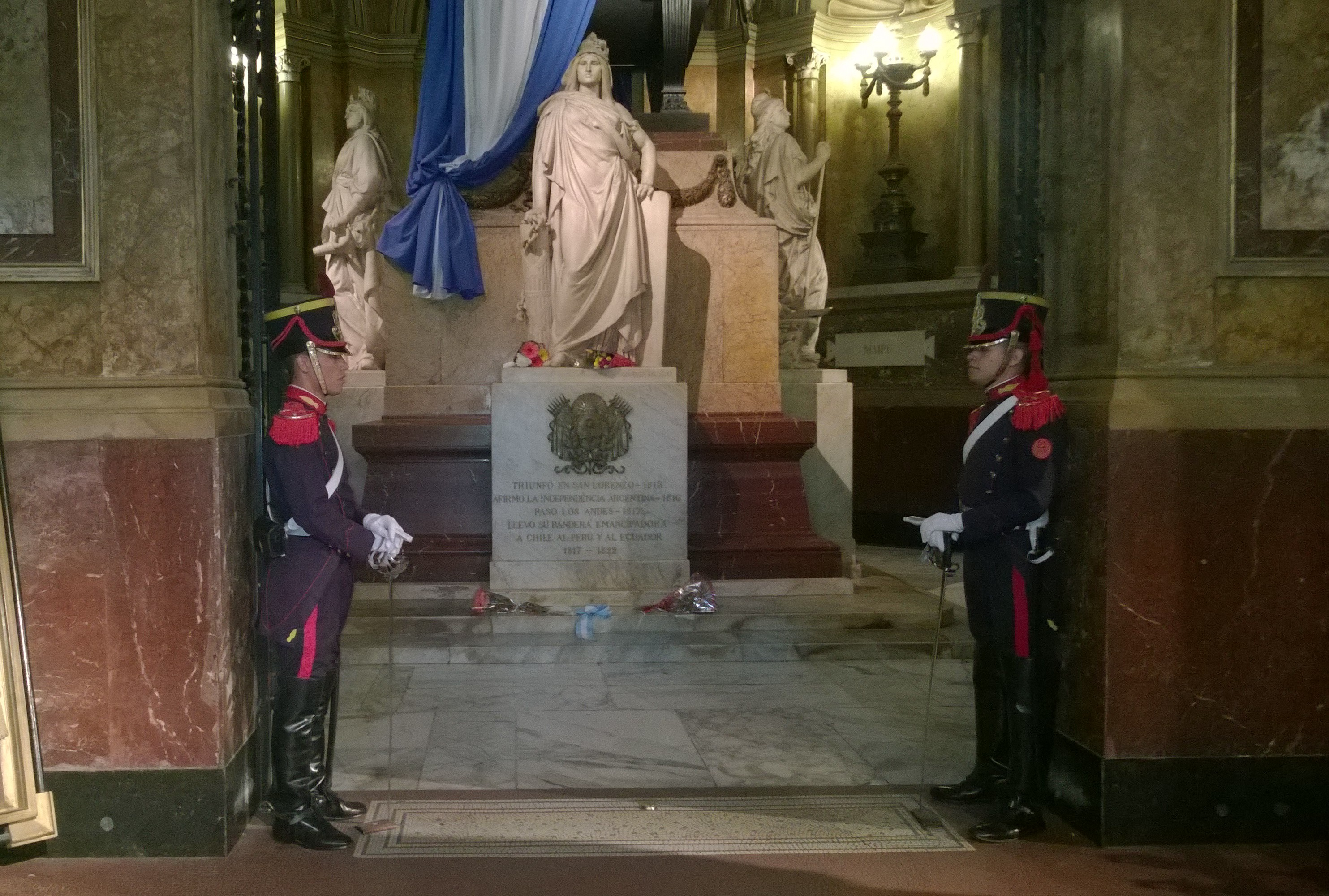
Catedral Metropolitana de Buenos Aires, Mausoleo de San Martín.

Cuando Juan de Garay llegó desde Asunción a fundar la ciudad de la Trinidad el 11 de junio de 1580, destinó para la iglesia mayor el mismo cuarto de manzana que ocupa hoy en día la catedral. En el acta de fundación se lee: "hago y fundo en el asiento una ciudad la cual pueblo con los soldados y gente que al presente he traído para ello, la iglesia de la cual pongo por advocación de la Santísima Trinidad, la cual sea y ha de ser iglesia mayor parroquial". En lo que atañe a la jurisdicción eclesiástica, la nueva ciudad dependía de la diócesis del Río de la Plata, creada por Paulo III el 1.º de julio de 1547 con sede en Asunción.

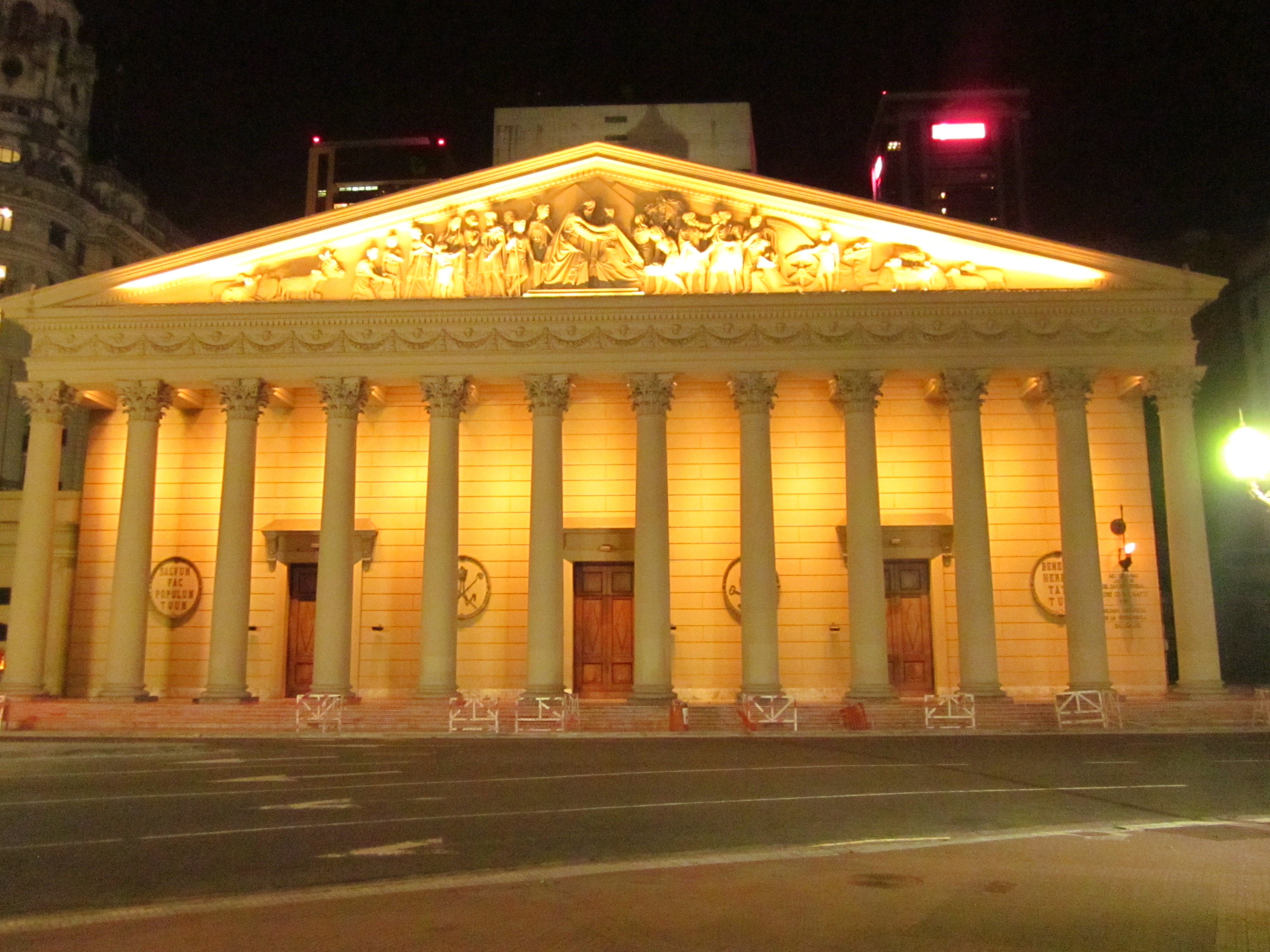
Vista nocturna de la Catedral Metropolitana de Buenos Aires

Pasaron cuatro años desde la fundación de la ciudad hasta que los vecinos iniciaron la construcción de la iglesia matriz; como encontraron toda la cuadra vacía, la edificaron en el solar que había pertenecido a Juan de Garay, que ya había sido muerto a manos de los timbúes; se trata del solar donde actualmente existe la sede central del Banco de la Nación Argentina, y se terminó de construir en 1587. En 1591 se le cayó el techo, por lo que hubo que reedificarla; obra que se paralizó cuando la Real Audiencia de Charcas ordenó que se mudase al solar correcto. Allí, fray Martín del Barco Centenera levantó una pequeña y precaria capilla, que ejerció como iglesia parroquial con muchas limitaciones; pero al menos estaba en el lugar correcto.
En 1605 el gobernador Hernandarias mandó demoler la capilla por «muy vieja e indecente». Ignoramos qué proporciones tendría la que se levantó en su lugar con madera traída expresamente del Paraguay, y que a fines de 1609 aún no estaba lista. Años más tarde, en 1616, su techumbre amenazaba desplomarse y la parroquia tuvo que pasar a la iglesia de San Francisco.Y mientras se hacían proyectos para reformarla, solicitando para ello la contribución pecuniaria de los fieles, la iglesia acabó de derrumbarse porque estaba mal edificada y con madera podrida de sauce. Ni el Cabildo, Justicia y Regimiento de la ciudad perdieron el ánimo y enseguida fletaron una embarcación al Paraguay para adquirir y traer la madera necesaria para la reedificación del templo.
Las obras se iniciaron en enero de 1618, y estaba lista en el mes de julio, en lo que concernía al albañil; aunque no tenía techo, era mejor sede episcopal —Buenos Aires no tenía aún obispo, pero se sabía que pronto iba a ocurrir— que el templo de San Francisco, a pesar de que era más corta y angosta. Según el presupuesto de Pascual Ramírez que las llevaría a cabo, su costo sería de 1100 pesos. Sobre la recaudación del dinero carecemos de información exacta, pero sí sabemos que a finales de aquel mismo año la obra del templo estaba concluida. Pero se ofrecía una dificultad: este resultaba más pequeño que el anterior, tanto que en 1621 ya se hablaba de construir otro destinado a catedral.
Entre tanto, en Madrid y en Roma se llevaban a cabo los trámites para la creación de la diócesis de Buenos Aires. La bula de erección canónica por Su Santidad Paulo V está fechada el 30 de marzo de 1620 y su ejecución tuvo lugar el 19 de enero de 1621 por su primer obispo el carmelita fray Pedro de Carranza, lo cual quiere decir que en esa fecha tomó posesión de la diócesis. El obispo señaló como catedral la única iglesia de clérigos que había en la ciudad. Y en su carta de 4 de mayo de ese mismo año escribía al rey:

...está tan indecente [la catedral] que en España hay lugares en los campos de pastores y ganados más acomodados y limpios; no hay sacristía, sino una tan vieja, corta e indecente, de cañas, lloviéndose toda con suma pobreza de ornamentos. [...] El Santísimo Sacramento está en una caja de madera tosca y mal parada. [...] Y en cuanto toca al edificio, es forzoso el entablarla y acomodarla, so pena de que dará toda en tierra y nos iremos a una Iglesia de un convento a hacer catedral.

Esta fue, pues, la que podemos denominar la primera catedral.
En torno a la catedral se fueron ubicando en los lugares baldíos los cementerios; se estima que casi toda la manzana contiene los restos de los sucesivos cementerios.
Cuando el tercer obispo de Buenos Aires, Fray Cristóbal de la Mancha y Velazco llegó a su sede el 6 de octubre de 1641, halló a la catedral, si no en estado ruinoso, por lo menos muy deteriorado. Así que concibió de inmediato la idea de levantar una nueva catedral y se lo comunicó al rey el 19 de noviembre de 1662. Según el plano que le adjuntó, el templo iba a tener tres naves; para su construcción se necesitarían 5.000 pesos, suma que solicitaba del real tesoro. En la persona del excelente gobernador don José Martínez de Salazar halló el obispo quien colaboraría en la construcción del templo no solo con su influencia, sino hasta con dinero de su propio peculio. En 1671 la catedral estaba terminada: constaba de tres naves, su techo de madera y una torre; era de proporciones regulares.
Pero he aquí que una obra con tantas apariencias de solidez, al cabo de siete años, por causa de la calidad inferior de algunos materiales usados en su construcción, empezó a dar muestra de su ruina inevitable: esta es la segunda catedral.
El año 1678, el nuevo prelado, Antonio de Azcona Imberto se dirigió al rey haciéndole presente la urgencia en la reparación de la catedral, y solicitando la suma de 12.000 pesos. Su majestad acudió a la demanda, de tal manera que en octubre de 1680 se dio comienzo a las obras.Pero aquí surgieron otras dificultades, porque el techo se desplomó, se destruyó a consecuencia de ello el retablo del altar mayor y se impuso la demolición de la torre por la gravedad de su deterioro.
Su reconstrucción marchó muy lentamente, sobre todo por razones de orden económico. A pesar de ello, en 1690 la iglesia con sus tres naves estaba cubierta, aunque todavía faltaba adecentar su interior y por la parte de fuera sus capillas, la sacristía y había que elevar la torre que hasta entonces solo contaba del primer cuerpo. Para hacer frente a todos los gastos se echó mano de todos los medios disponibles: la real hacienda, el obispo con sus rentas y alhajas, el vecindario con sus limosnas. La obra siguió adelante, pero por las sólitas dificultades económicas, al fallecer el obispo en el año 1700 aún no estaba concluida. Esta fue la tercera catedral.

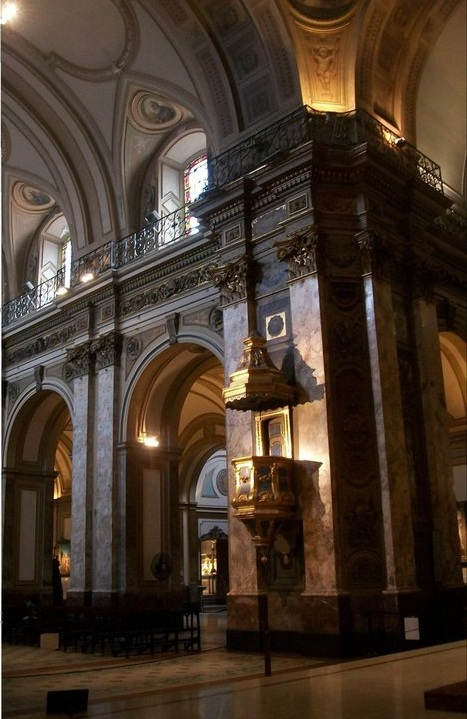
Púlpito de la catedral

Su sucesor fue el trinitario fray Pedro Fajardo, apostólico y santo prelado, que como es de suponer puso todo su empeño en la conclusión de las obras de la catedral. En carta de 20 de agosto de 1721 comunicaba el obispo al rey que ya se había dado cima a una de las torres y estaba interesado en levantar la segunda.
Pero al año siguiente -1722- la techumbre del templo se iba deteriorando de tal modo, que se temía su derrumbamiento. Enfermo y en cama, el obispo pidió al Cabildo Eclesiástico que se hiciese cargo de la obra. Ya se supone que la primera dificultad que se presentó fue la carencia de recursos económicos. El Cabildo, en tal coyuntura, dirigió un exhorto a los miembros del Ayuntamiento a quien competía, también, poner manos en ese asunto. Pero por un motivo u otro –algunos verdaderamente fútiles- se pasaron dos años sin que se hubiera adelantado nada. Entonces es cuando surge la figura del arcediano Marcos Rodríguez de Figueroa y con él las cosas entraron por la vía recta. A su actividad y celo por la causa de Dios se debe la terminación de la obra de la catedral. Para ese efecto, la real hacienda puso 1.800 pesos y él 3.000 de sus propios haberes; el arcediano consiguió 1.500 del vecindario e hizo un empréstito de 2.500 y 1.000 provinieron del cabildo secular. Se terminó el trabajo de las torres, el arreglo de las naves y el del pórtico; además, en 1725, un tal Tomás Trupp, hizo una donación de 5.000 pesos para las campanas. Esta fue la cuarta catedral.
Al morir Fray José de Peralta, se reunió el Cabildo y eligió vicario capitular al Dr. Bernardino Verdún de Villaysán, una de cuyas principales ocupaciones –y las del Cabildo- fue el mejoramiento de la catedral. Como primera providencia, tanto el vicario capitular como el Cabildo, hicieron traer de Potosí 400 libras de oro y los elementos necesarios para hacer dorar el retablo; luego se ocuparon de blanquear la sacristía mayor, los pilares del cañón principal, de todas sus capillas y del bautisterio.
Además de ello, el Cabildo se ocupó en hacer alargar el presbiterio, ensanchar la mesa del altar mayor, cuyo retablo compuso en sus dos caras: tampoco olvidaron los señores canónigos la sala capitular y el archivo, que se preocuparon de ordenar y componer según las normas de la época de tal manera que no sufrieran deterioro los documentos y papeles que en él se habían de guardar. El Cabildo tuvo que sufragar los gastos que traían consigo estos arreglos y adecentamientos. Un vecino de la ciudad, nombrado Agustín de García, donó 500 pesos para el dorado y pintura al óleo del coro principal. Esta fue la quinta catedral.

### La catedral actual

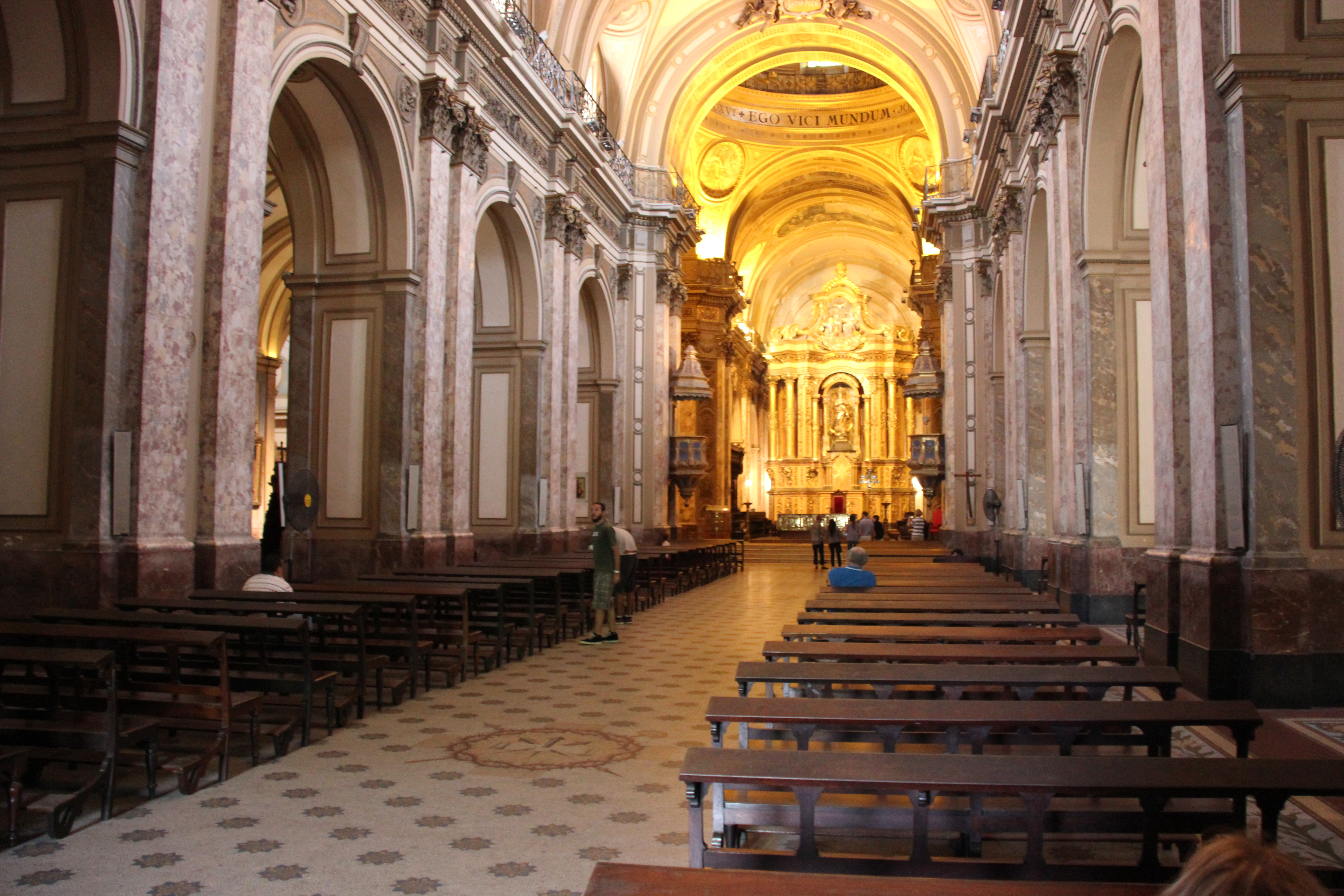
Interior de la Catedral.

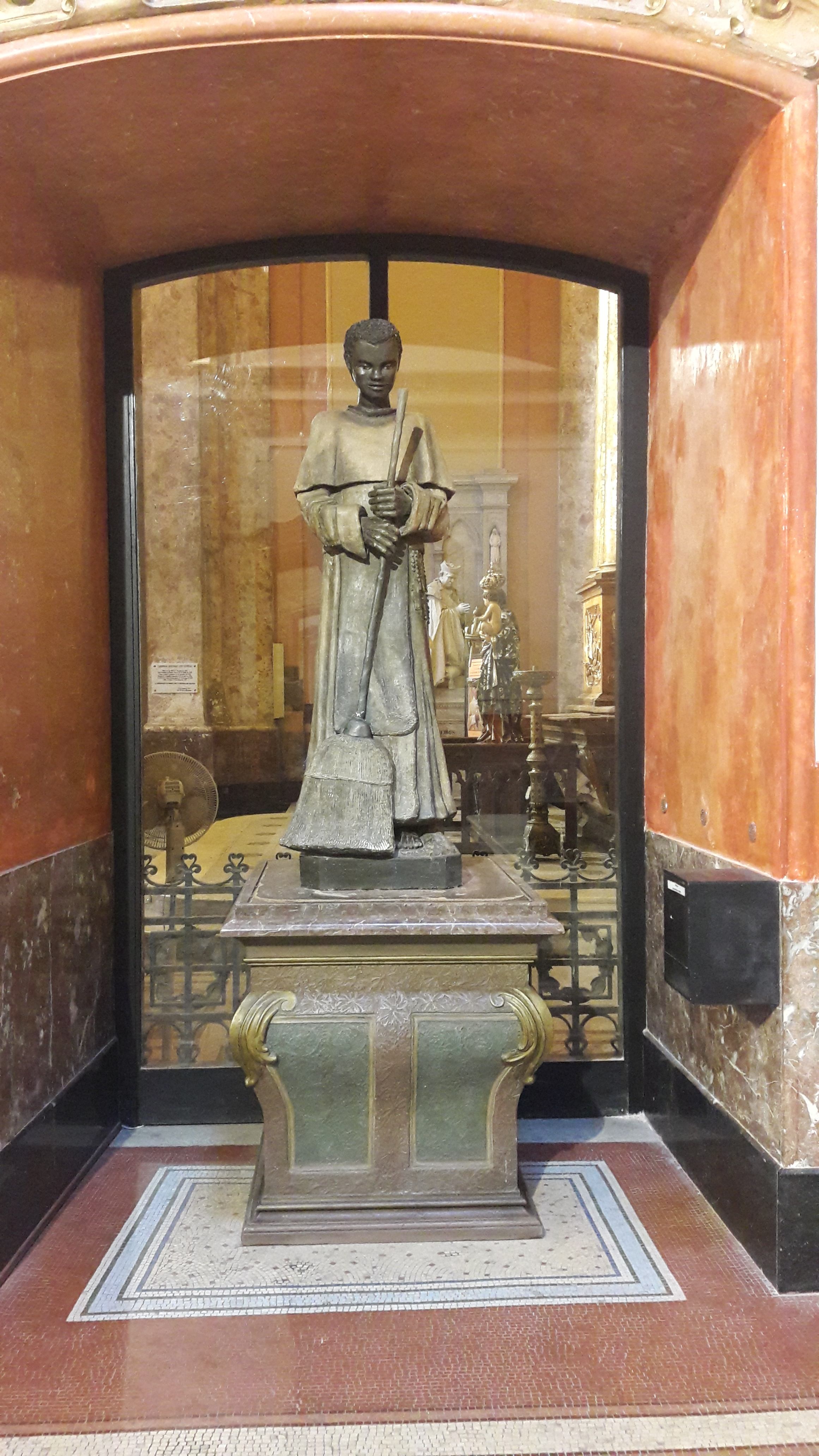
Interior de la Catedral Metropolitana de Buenos Aires. Imagen de San Martín de Porres

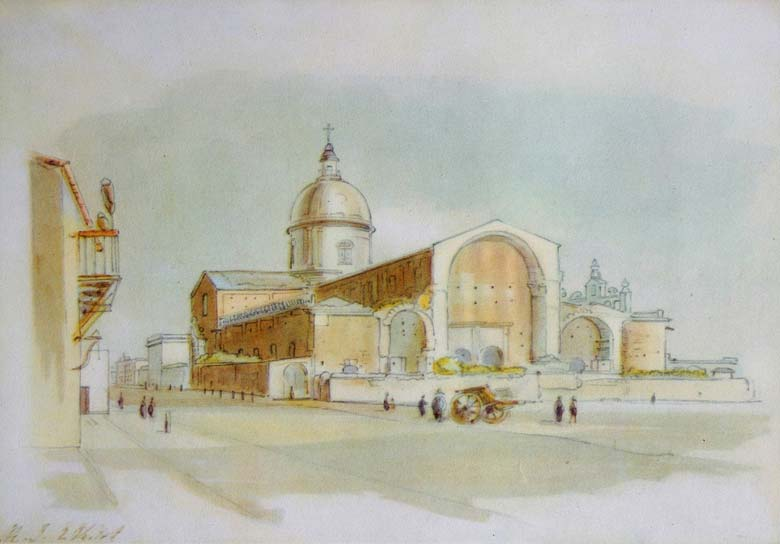
Acuarela de la catedral hacia 1817.

La quinta catedral no fue la definitiva pues a las 9 de la noche del 23 de mayo de 1752 se derrumbó una parte de ella y entre las seis y las diez de la mañana del día siguiente se desplomaron, según informe del gobernador José de Andonaegui "las tres bóvedas de iguales naves". El obispo, don Cayetano Marcellano y Agramont informaba al rey que fue preciso "derribarla enteramente por la poca firmeza de las paredes que han quedado y empezar su fábrica desde los cimientos con más solidez y extensión que los de la antigua, que por su cortedad no parecía catedral".
Transcurridos tres años, sin contar con la autorización real y sin haber enviado los planos para su autorización, y con el total apoyo del Cabildo Eclesiástico, empezó el obispo a levantar la nueva catedral, la actual, según los planos de un arquitecto nombrado Antonio Masella, de origen saboyano. El célebre vasco y hombre de empresa Domingo de Basavilbaso, hombre de confianza del obispo y bienquisto de la ciudad, en 1754 se hizo cargo de la tesorería y dirección de la obra del nuevo templo. La nueva catedral, según el plano de Masella, sería de cruz latina, con tres naves y seis capillas laterales a ambas.

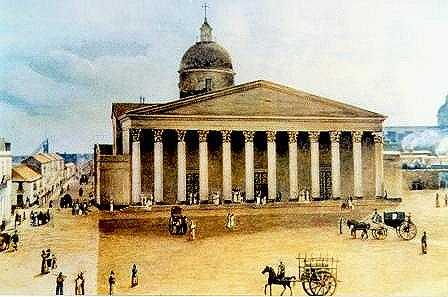
La Catedral hacia 1829, por Carlos Pellegrini.

La catedral se fue edificando con los bienes de la Iglesia y con la cooperación económica del pueblo. Las obras, de a poco, se iban realizando, tanto que en 1758 se pudo inaugurar la llamada nave de San Pedro, la que se halla a la derecha de la puerta de entrada, y también el nuevo bautisterio. Pero, aunque un poco tardía, la ayuda real empezó a llegar en 1760.
Don Cayetano Marcellano y Agramont, que tanto había hecho por la nueva catedral en 1759, tuvo que dejar el gobierno de esta diócesis por haber sido trasladado a la sede arzobispal de Charcas. Su sucesor, el porteño José Antonio Basurco (1760-61) ocupó solo un año la sede bonaerense, pero hizo también su obra contribuyendo a la prolongación del templo al donar el terreno de una casa, contigua a la iglesia, que pertenencia de su hermana, doña María Josefa Basurco, tasado en 7.500 pesos, que pagó de su peculio personal.

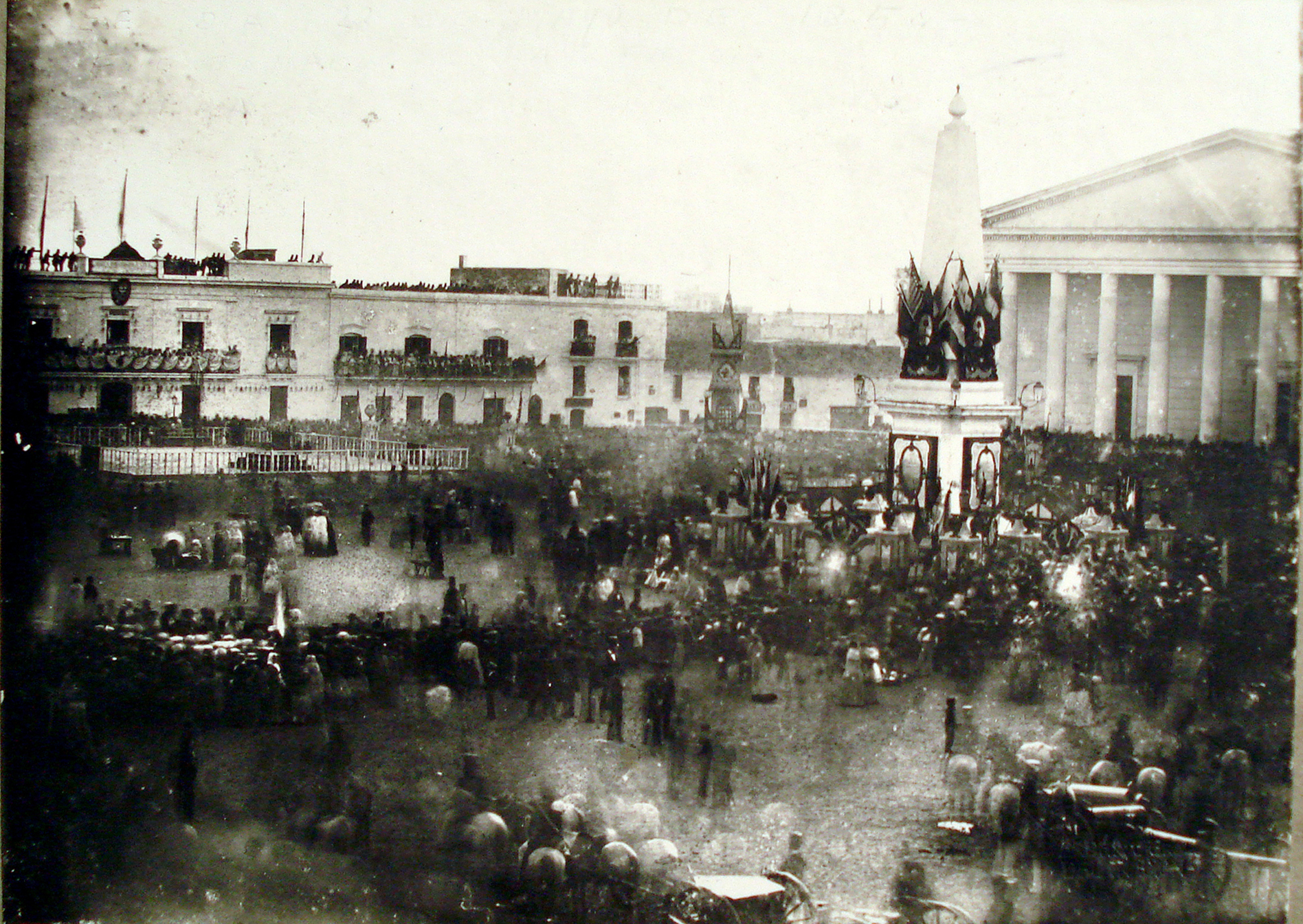
En este daguerrotipo de 1854 se aprecia la catedral aún sin friso.

Una dificultad sobrevino en 1770, en que al detectarse grietas en la media naranja o cúpula, fue necesario proceder a su demolición. Al cabo de siete años las obras tuvieron que suspenderse porque también se había suspendido la ayuda estipulada en 6.000 pesos. En 1778 fue demolido el pórtico porque no concordaba con las proporciones del edificio de la catedral; también fueron demolidas las torres por no estar de acuerdo con el estilo del templo.
Fue el penúltimo obispo de Buenos Aires, don Manuel Azamor y Ramírez, quien puso cima a las obras del templo catedralicio en lo que se refiere a lo principal de él y lo inauguró el 25 de marzo de 1791, treinta y ocho años después de iniciada su reconstrucción en 1753. La catedral fue consagrada en 1804 por el último obispo de la era hispánica don Benito de Lué y Riega, quien se empeñó en agregarle lo que aún le faltaba: el frontis y las torres. Las obras se comenzaron en 1804, pero en 1807 hubieron de suspenderse por falta de numerario.

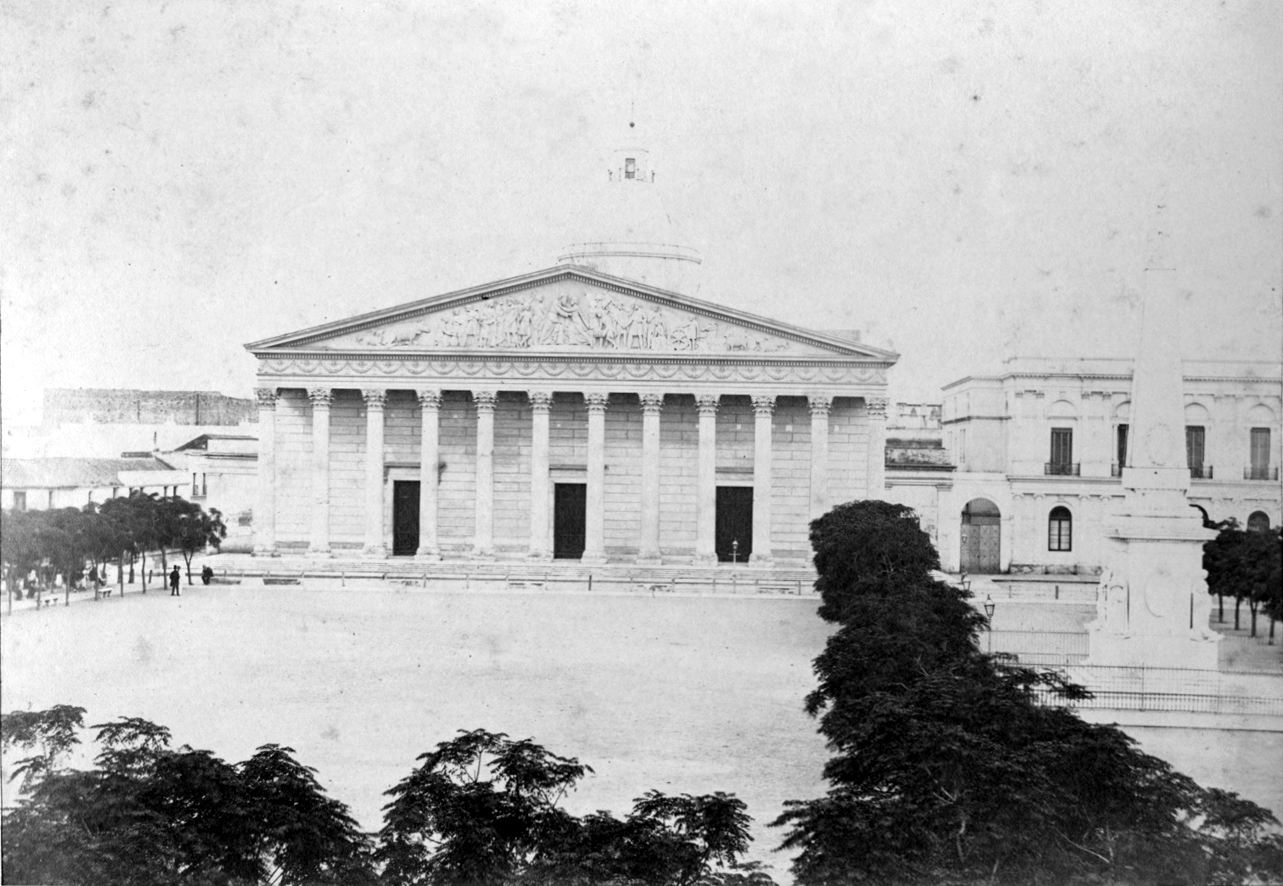
La Catedral con su nuevo friso, fotografía de Gonnet, 1864.

Pasados los años, independizado ya el país de España, el gobierno de Martín Rodríguez en la persona de su ministro Bernardino Rivadavia puso un gran interés en la conclusión de las obras de la catedral. Al respecto, se sabe con certeza que las del frontis se comenzaron el mes de enero de 1822. En este punto hay que salir al paso de un error que ha tomado cuerpo. Se dice que el encargado de terminar, el francés Próspero Catelin, al levantar la columnata del frontis se inspiró en la Iglesia de la Madeleine de París. Pero si confrontamos una y otra, constatamos en seguida que en realidad no fue así. En primer lugar, la Madeleine tiene ocho columnas y la catedral de Buenos Aires doce. En segundo término, las obras de la Madeleine se concluyeron el año 1842 y por tanto no podía tomarse como modelo lo que aún estaba por concluir en 1822. Según el arquitecto Buschiazzo más bien parece que Catelin "se hubiese inspirado en el Palais Bourbon, cuya fachada tiene también doce columnas y que acababa de ser terminado por el arquitecto Poyat en 1807". Las doce columnas, número con el que quiso representar a los doce apóstoles, se concluyeron en 1823, aunque sin capiteles y sin las esculturas del tímpano. Las columnas se revocaron tardíamente, en 1862, y ese mismo año, el escultor francés Dubordieu realizó esculturas del tímpano en que representa al encuentro de José y sus hermanos, alusión al encuentro de los argentinos después de la batalla de Pavón en 1861. Las columnas son de orden corintio.

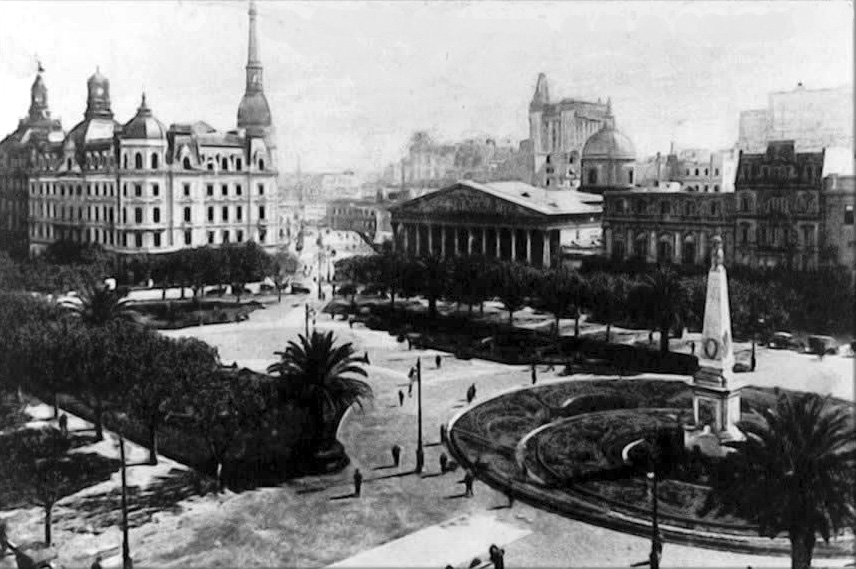
La Curia Eclesiástica, a la derecha de la Catedral (ca. 1920)

En 1856, el Gobierno de Buenos Aires dictó una ley para la construcción de la demorada Curia Eclesiástica. Fue proyectada por Pedro Fossati en estilo italianizante y se edificó en el terreno lindante hacia el este, dejando el espacio del camposanto de por medio. Contaba con planta baja y dos pisos y su interior estaba organizado alrededor de un patio central. Fue concluido por el ingeniero Charles Pellegrini, y habilitado en 1862.
La Catedral fue declarada monumento histórico el 21 de mayo de 1942. 
Su primer edificio para la curia, se encontraba sobre la calle Rivadavia, contigua a la Catedral fue incendiada en 1955 en respuesta al Bombardeo de la Plaza de Mayo, que ocasionó más de 308 muertos y alrededor de 800 heridos.  El edificio incendiado había sido aprobado para su construcción por ley de 1856. Proyectado por Pedro Fossati, fue concluido con el aporte del ingeniero Charles Pellegrini. La sede fue habilitada en 1862. Tenía dos pisos y un alto entrepiso, con una fachada de líneas rectas y equilibradas, y balcones con barandas de hierro forjado. 
En 1994, comenzó una intensiva obra de restauración y puesta en valor del templo dirigida por el arquitecto Norberto Silva. La finalización de los trabajos fue celebrada el 13 de octubre de 1999 con una misa brindada por el entonces arzobispo y futuro Papa Francisco, Jorge Bergoglio, a la cual asistió entre otros el presidente Carlos Menem.
En 2013 en ocasión del Sesquicentenario de la inauguración del alto relieve de la fachada, el Gobierno de la Ciudad junto a los equipos de la Catedral, restauró el pórtico en el marco del Plan Microcentro. Asimismo se inauguró una muestra permanente de Jorge Bergoglio, que fue Arzobispo de Buenos Aires y el encargado de conducir la Arquidiócesis. Allí el visitante podrá encontrar objetos personales y litúrgicos que utilizó durante los 15 años de su ministerio pastoral en la Ciudad.

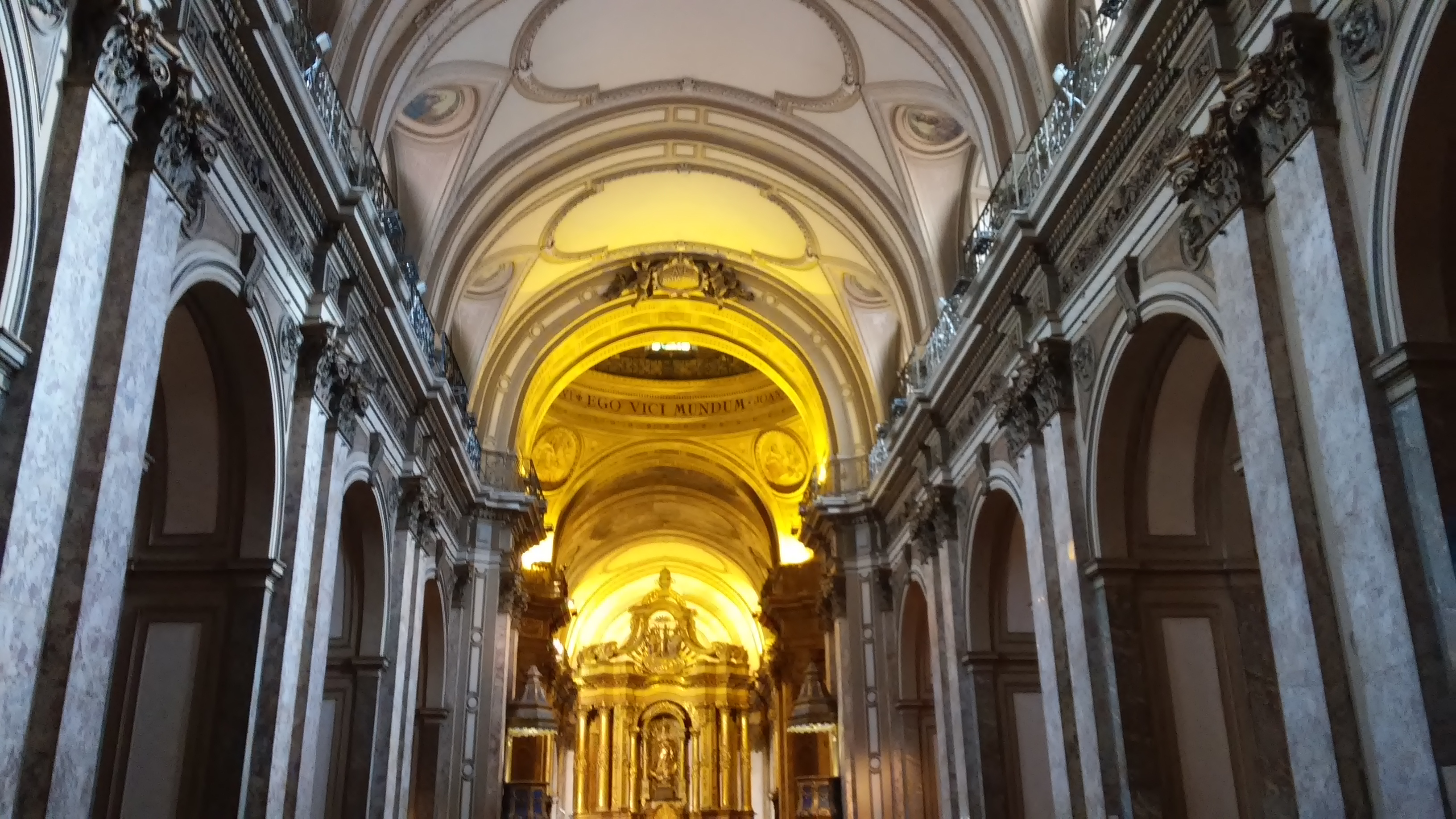
Catedral Metropolitana.

### Cota 0
En el suelo del atrio, frente a la puerta central, se halla una estrella de ocho puntas, que indicaba el punto de apoyo para la nivelación de la ciudad. En efecto, cuando se efectuó la nivelación de las calles se tomó la altura del peristilo de la Catedral como "Cota 0". Hay que tener en cuenta que a fines del siglo XIX el peristilo de la Catedral estaba al ras de la calzada y la altitud de la calle Rivadavia como la de Plaza de Mayo fue rebajada. Esta rebaja ha quedado evidenciada por las cinco gradas de la escalinata que fue necesario agregar al umbral del templo. Por decreto del 13 de agosto de 1899 se tomó como nueva cota 0 el nivel del Riachuelo en su desembocadura, y así el antiguo nivel de la Catedral quedó a 19,0081 m arriba del nuevo cero.

## Museo del Papa Francisco

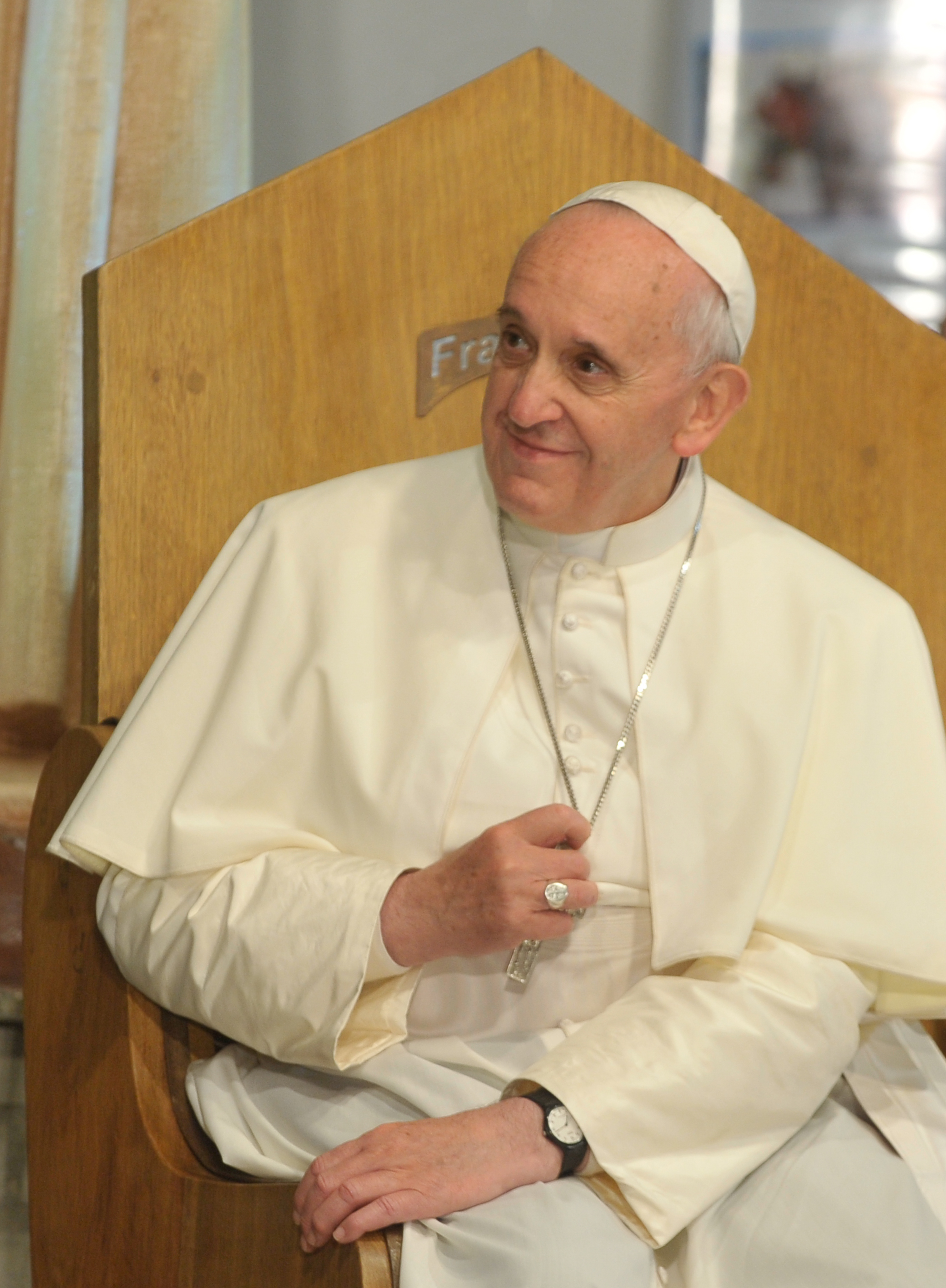
Francisco, primer Papa americano de la Historia.

En febrero de 2013, se producía un acontecimiento tan extraordinario como revolucionario: La renuncia de Benedicto XVI. Una vez consumada, otro acontecimiento importante sacudió a la Iglesia católica: La elección del papa Francisco, ex arzobispo de Buenos Aires.
En contexto, se inauguró un museo dedicado a su figura en la Catedral porteña.  Tiene su museo, una placa recordatoria y una imagen en tamaño natural en la catedral metropolitana. Con el lema "Buenos Aires con el Papa reza por la Iglesia y con la Iglesia reza por el Papa", las actividades incluyeron la instalación de una imagen tamaño natural del Papa, realizada por el escultor Fernando Pugliese, pero que el propio pontífice pidió que se retirase.
Igualmente, se colocó también en el interior de la iglesia una placa recordatoria, con referencias históricas a la vida de Bergoglio, al cumplirse ese día el 21er. aniversario de su consagración episcopal, que recibió en la catedral de manos de Antonio Quarracino. El 7 de julio de 2013 fue la inauguración del museo del papa, con objetos personales y litúrgicos que utilizó durante los quince años de su actividad pastoral en la ciudad. El museo lleva el nombre de "Cardenal Jorge M. Bergoglio" y está ubicado en el interior de la Catedral situada frente a la Plaza de Mayo, en unos salones dispuestos a la izquierda de la nave central de la Catedral.

## Estilo

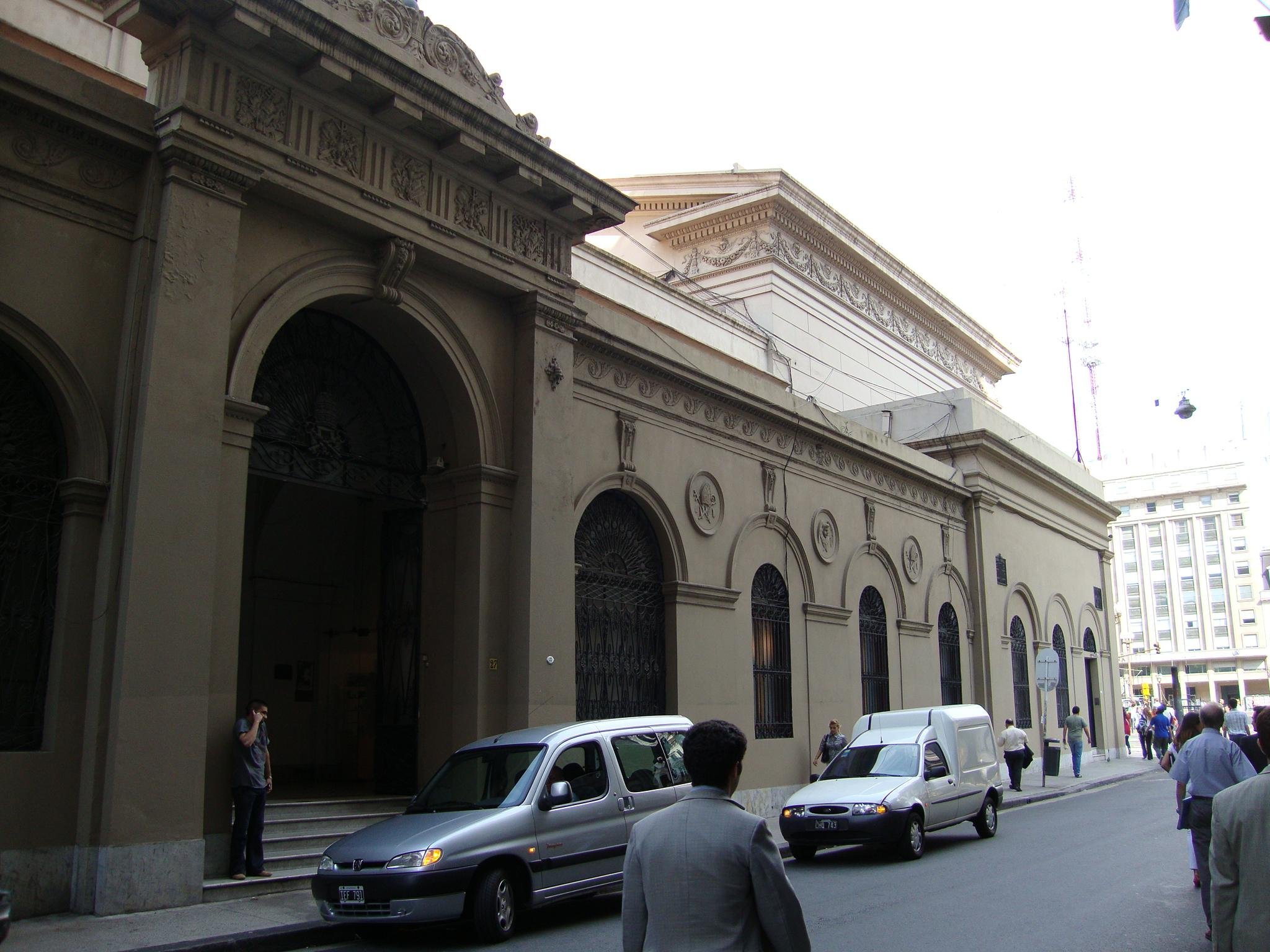
Lateral sobre la calle San Martín

Una de las cosas que sorprende a quien visita la Catedral es la diversidad de estilos que es posible observar en su interior. No olvidemos que la construcción del edificio actual fue iniciada en el siglo XVIII y recién pudo ser concluida a principios del siglo XX, pasando por manos de variados arquitectos y constructores, quienes, según el momento, fueron cambiando o agregando algo, desde elementos un tanto barrocos, hasta su estilo fundamentalmente románico [cita requerida]. El templo impresiona por su volumen y grandiosidad: su nave central está próxima a los cien metros de largo; su piso, de mosaicos diminutos y especial belleza, tiene una superficie que se aproxima a los tres mil metros cuadrados.
Es una de las pocas catedrales de Argentina que posee un nártex. Este consiste en un pórtico de entrada, cerrado, con lo que podríamos llamar "doble pórtico", como si fuera un gran vestíbulo, anexo a las naves de templo. Se le ve separado, antes de ingresar a las naves propiamente dichas, por sendas puertas que coinciden en posición, estilo y volumen con las que, en frente, comunican con el exterior. En los primeros siglos de la Iglesia el nártex se reservaba para los catecúmenos, quienes seguían desde allí las ceremonias y predicación, pero al iniciarse el Ofertorio de la Santa Misa, se retiraban, por no encontrarse autorizados a permanecer durante la liturgia eucarística.
Por último, contra lo que muchos piensan, la catedral no es de tres naves, sino que tiene cinco. La principal se encuentra cubierta de una bóveda de cañón corrido y un crucero cubierto por una cúpula que, sobre un tambor circular, alcanza los 41 metros de altura.

## Exterior

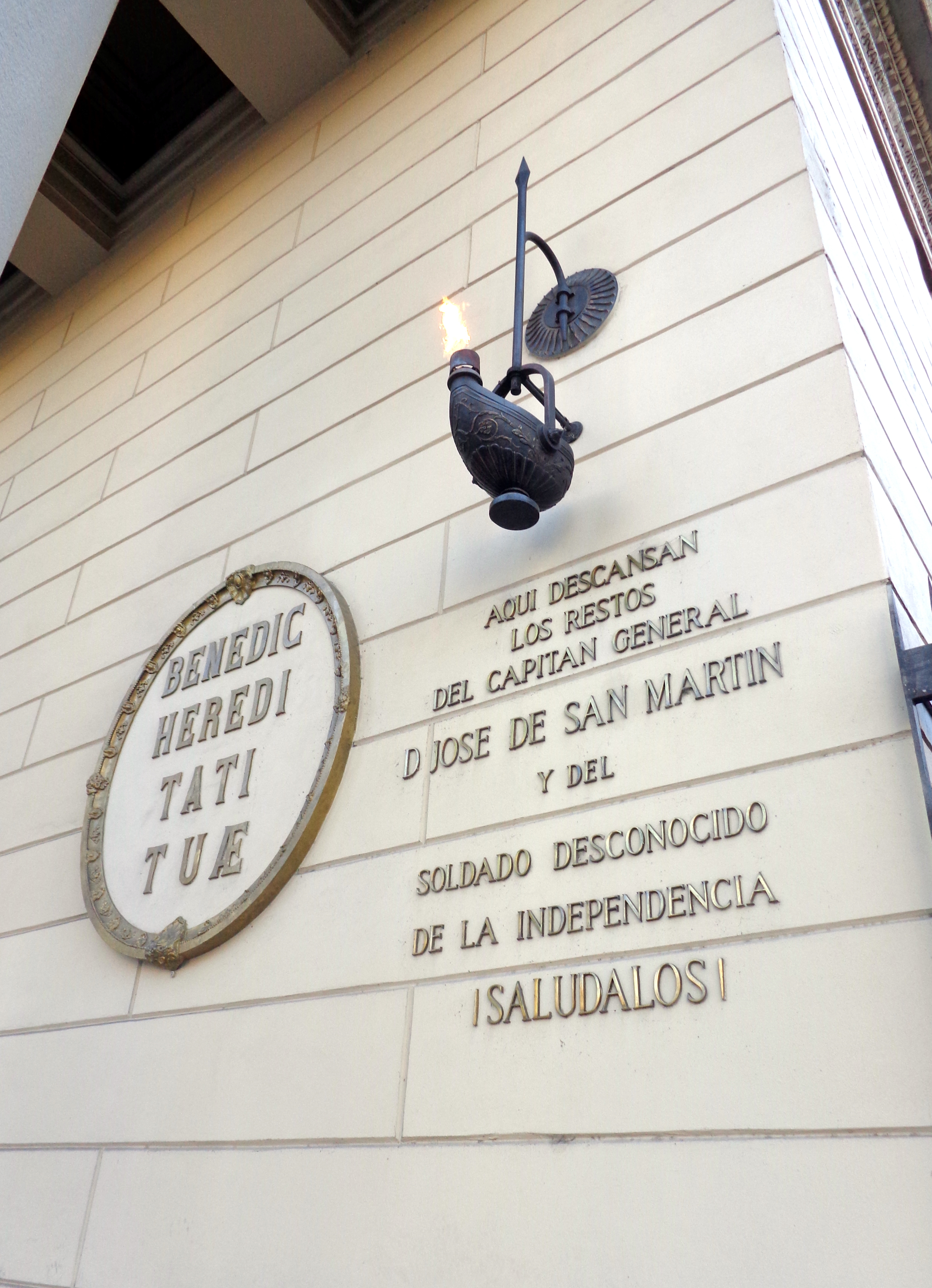
Lámpara votiva en el frente de la Catedral.

La fachada principal, de estilo neoclásico, se inspira en el frontis del Palacio Borbón de París. Fue diseñada en 1822 por los franceses Próspero Catelin y Pedro Benoit.
Consta de un frontis y de doce columnas que simbolizan a los Apóstoles. La ornamentación del frontis y el orden arquitectónico de las columnas fueron definidos por el escultor francés José Dubourdieu, quien realizó los capiteles corintios y el bajorrelieve del frontispicio, trabajos concluidos hacia 1863. El bajorrelieve representa el encuentro de José con su padre Jacob y sus hermanos en alusión al encuentro de los argentinos después de la batalla de Pavón en 1861.
La belleza de la construcción neoclásica se encuentra en la composición armoniosa de los escenarios, sin caer en los excesos.
Su configuración es poco usado en las catedrales, dándole un parecido más cercano a un templo griego –con columnas, arcos, frontispicios triangulares– que al clásico edificio católico.  Esta configuración exterior, no se condice con la configuración espacial, ni el estilo, del interior.

## Interior

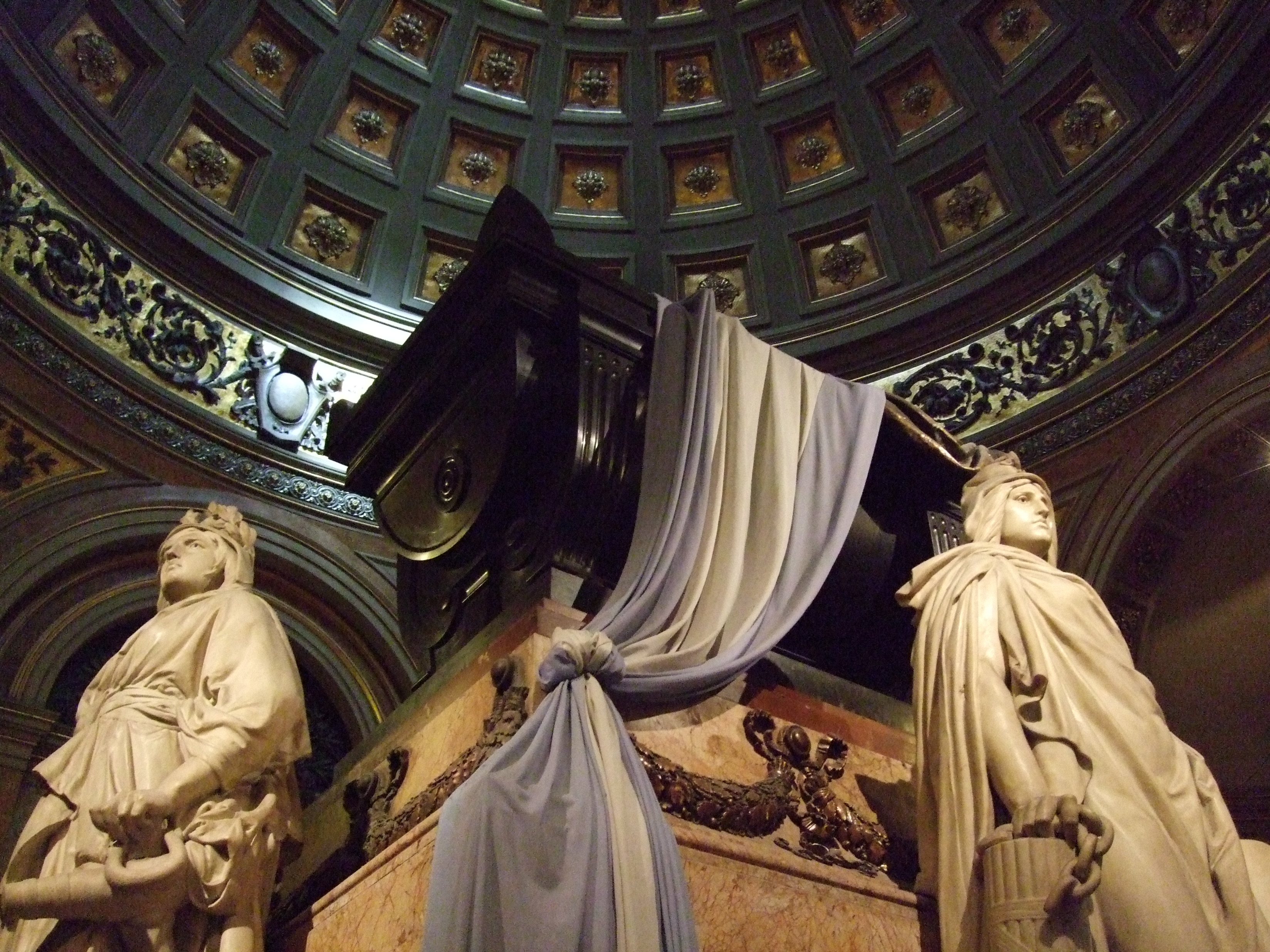
Mausoleo del General San Martín en el interior de la Catedral.

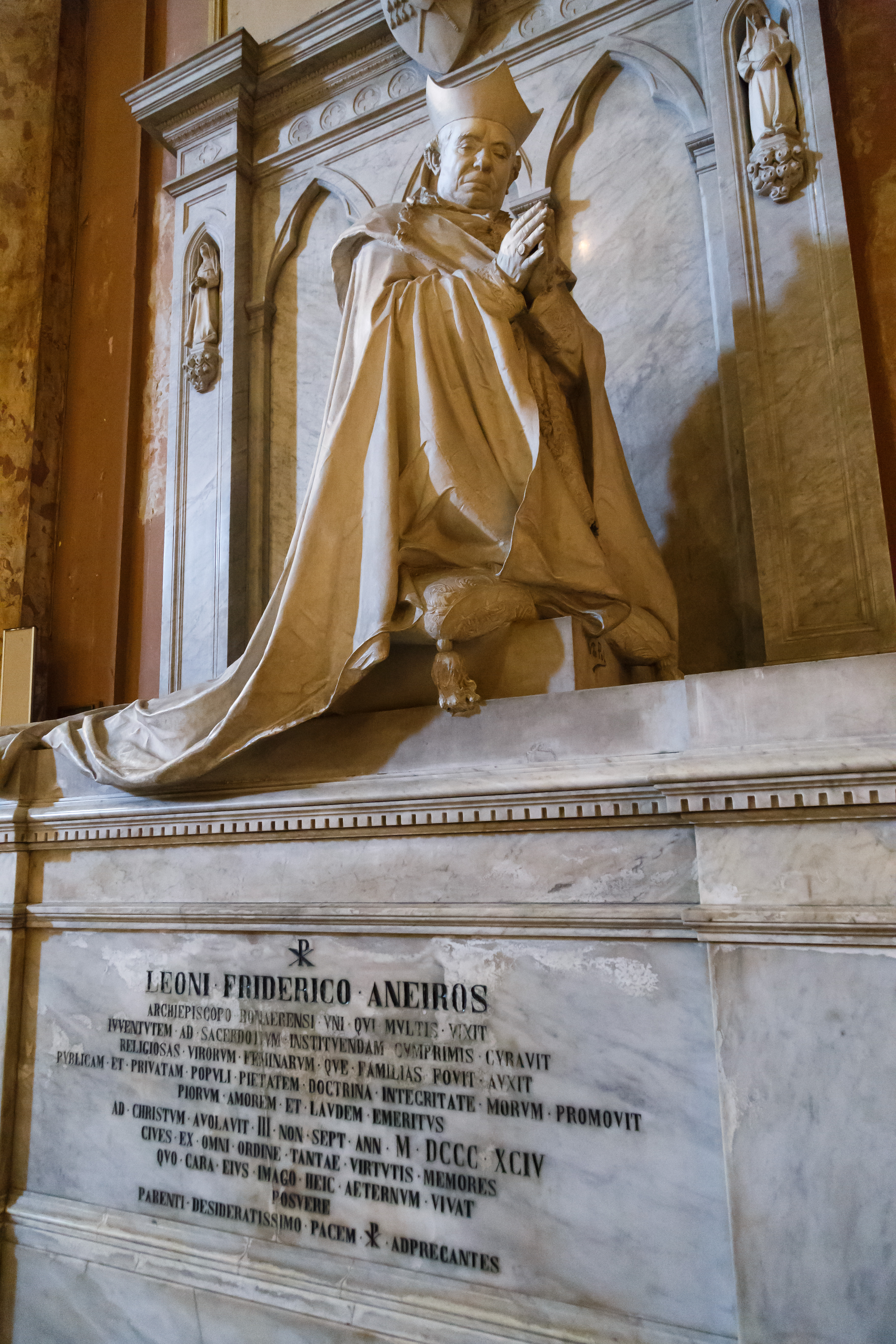
Monumento al Arzobispo León Federico Aneiros

Desde la nave lateral derecha se accede al mausoleo que guarda los restos del General San Martín, ubicado en su cuarta casilla, que está allí desde 1880, y que fue obra del escultor francés Carrier Belleuse (inspirado en el eclecticismo francés, que imperaba en Europa en ese momento).
En el interior, la cúpula, el presbiterio, los brazos del transepto y la nave central, fueron decorados por el italiano Francesco Paolo Parisi con unos frescos renacentistas, pero se perdieron a causa de la humedad.
En la capilla San Martín de Tours (ubicada en el ala izquierda) está el monumento al Arzobispo León Federico Aneiros, una obra del escultor Victor de Pol, que es un mausoleo en mármol de Carrara y piedra, con la figura del prelado arrodillado en su centro.
Las catorce pinturas del Vía Crucis son obra de Francesco Domenighini, otro italiano, y originalmente se encontraban en la Iglesia del Pilar.
El piso fue diseñado en 1907, por el también italiano Carlos Morra, y fabricado en Inglaterra en mosaico veneciano.
El 17 de agosto de 1947 se descubrió sobre la derecha del frente una lámpara votiva con una leyenda que dice "Aquí descansan los restos del Capitán General Don José de San Martín y del soldado desconocido de la Independencia. ¡Salúdalos!"
El altar mayor (dorado y de grandes proporciones) se impone en el medio como el punto más destacado del centro, y sus formas sinuosas y espiralazas, junto a su ornamentación de flores y rocalia (piedra), delatan su estilo Churrigueresco.
En el brazo izquierdo hay un altar con una imagen llamada “Santo Cristo de Buenos Aires” (una escultura de madera de algarrobo policromada que representa al Cristo crucificado antes de su muerte, en tamaño natural).
Al final de la nave izquierda se llega a un altar dedicado a la Virgen de los Dolores (una de las primeras traídas al país).
Otra imagen más moderna es la del Cristo del Gran Amor (Luis Álvarez Duarte, 1981), con la que todos los años, el Viernes Santo, se celebra un vía crucis.
En la catedral se encuentra un mural en conmemoración de las víctimas del Holocausto, las bombas de la Embajada de Israel y de la AMIA.

## Visitas
El horario de la iglesia es de lunes a viernes de 8 a 19 horas y sábados y domingos de 9 a 19:30 horas. Dispone de un servicio de visitas guiadas y de audioguías en diferentes idiomas.

## Imágenes

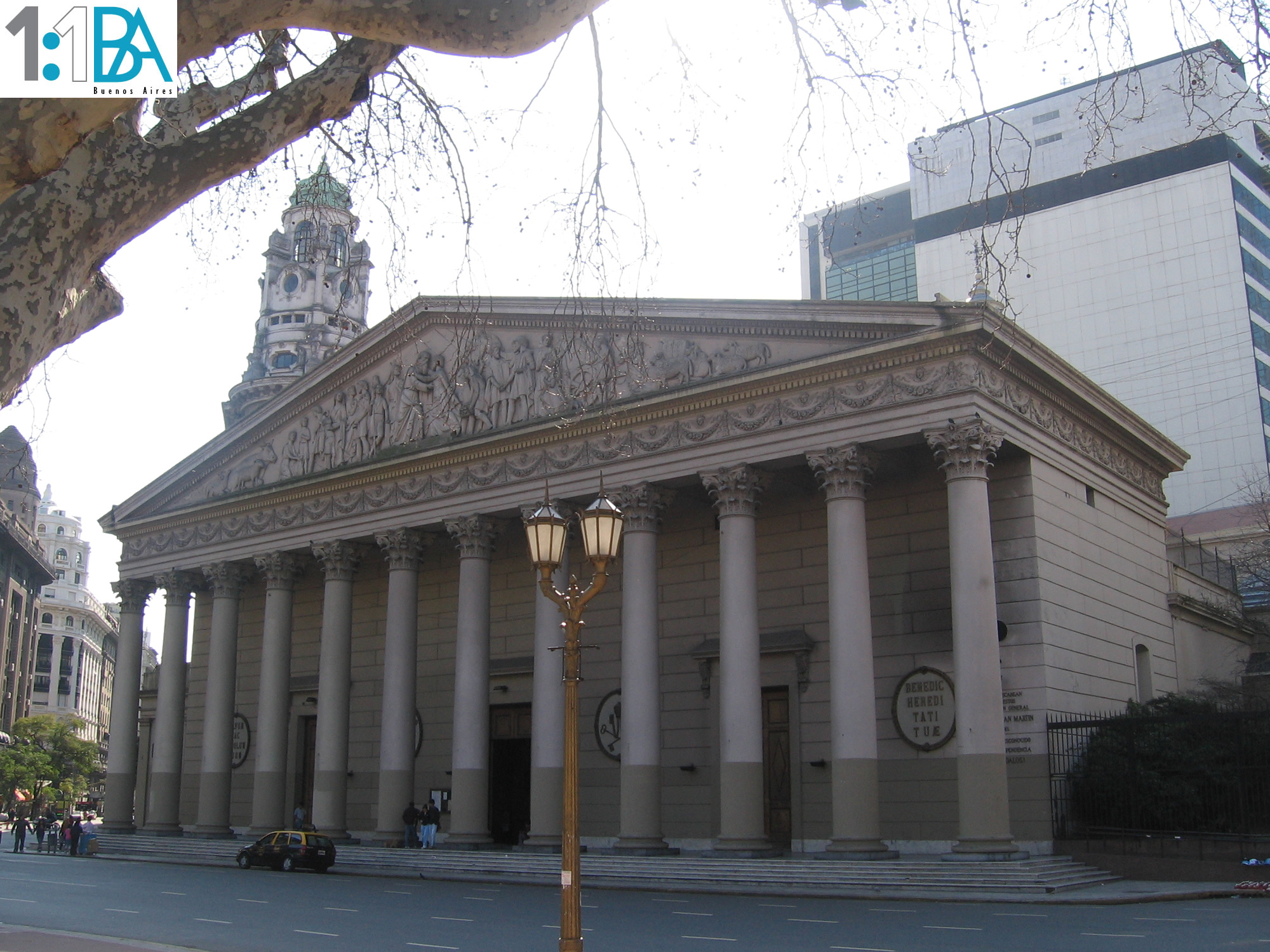
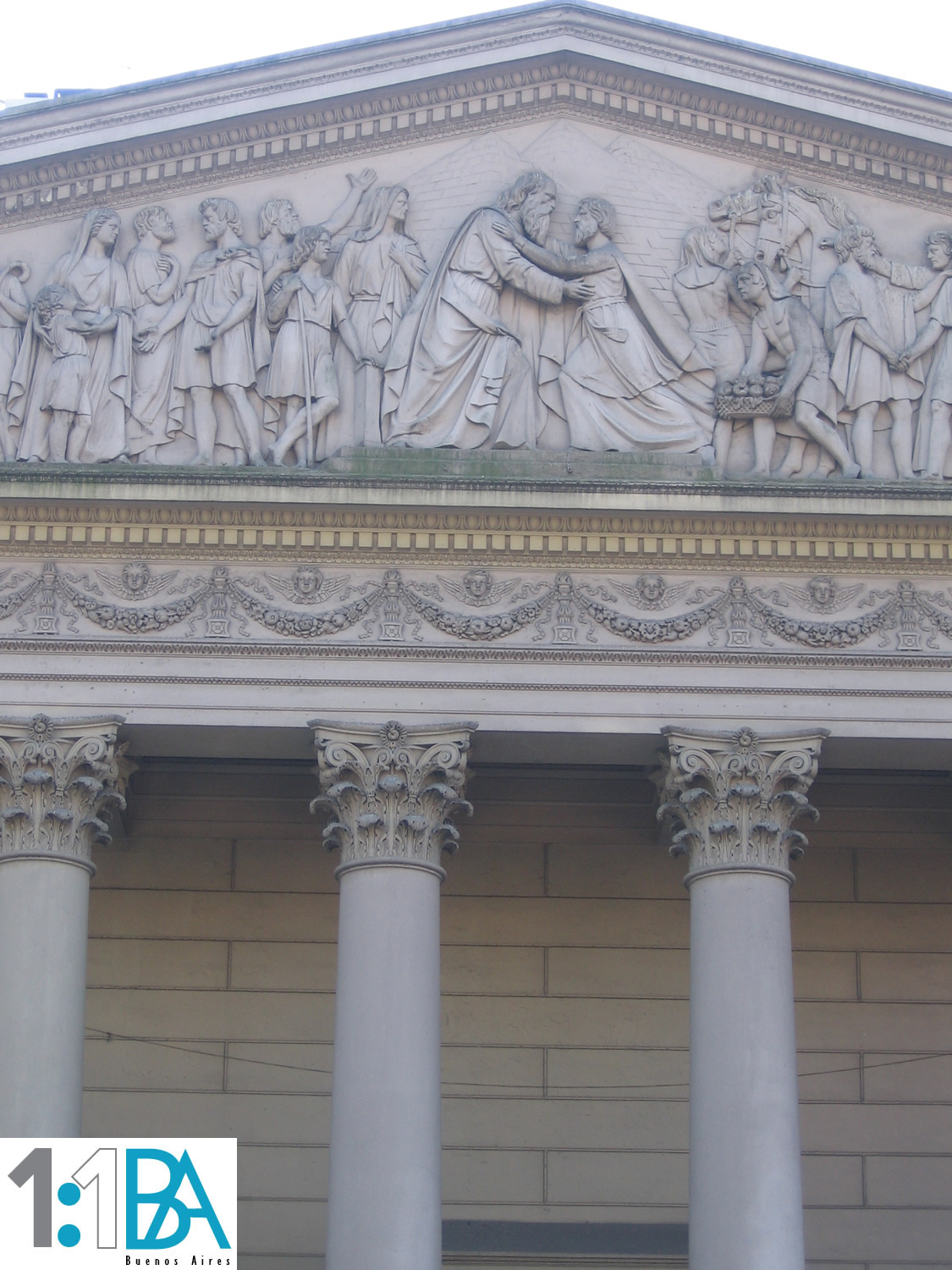
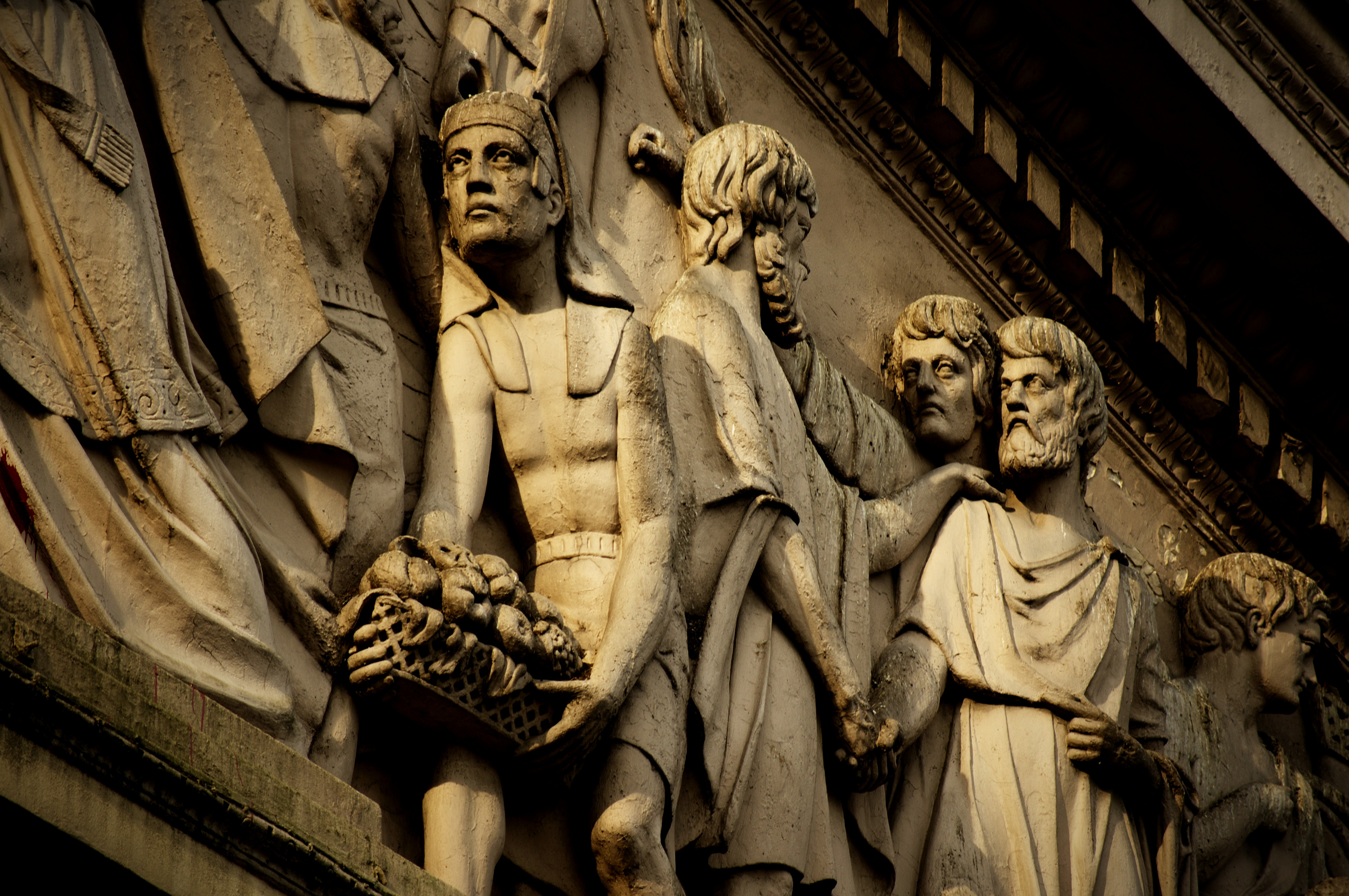
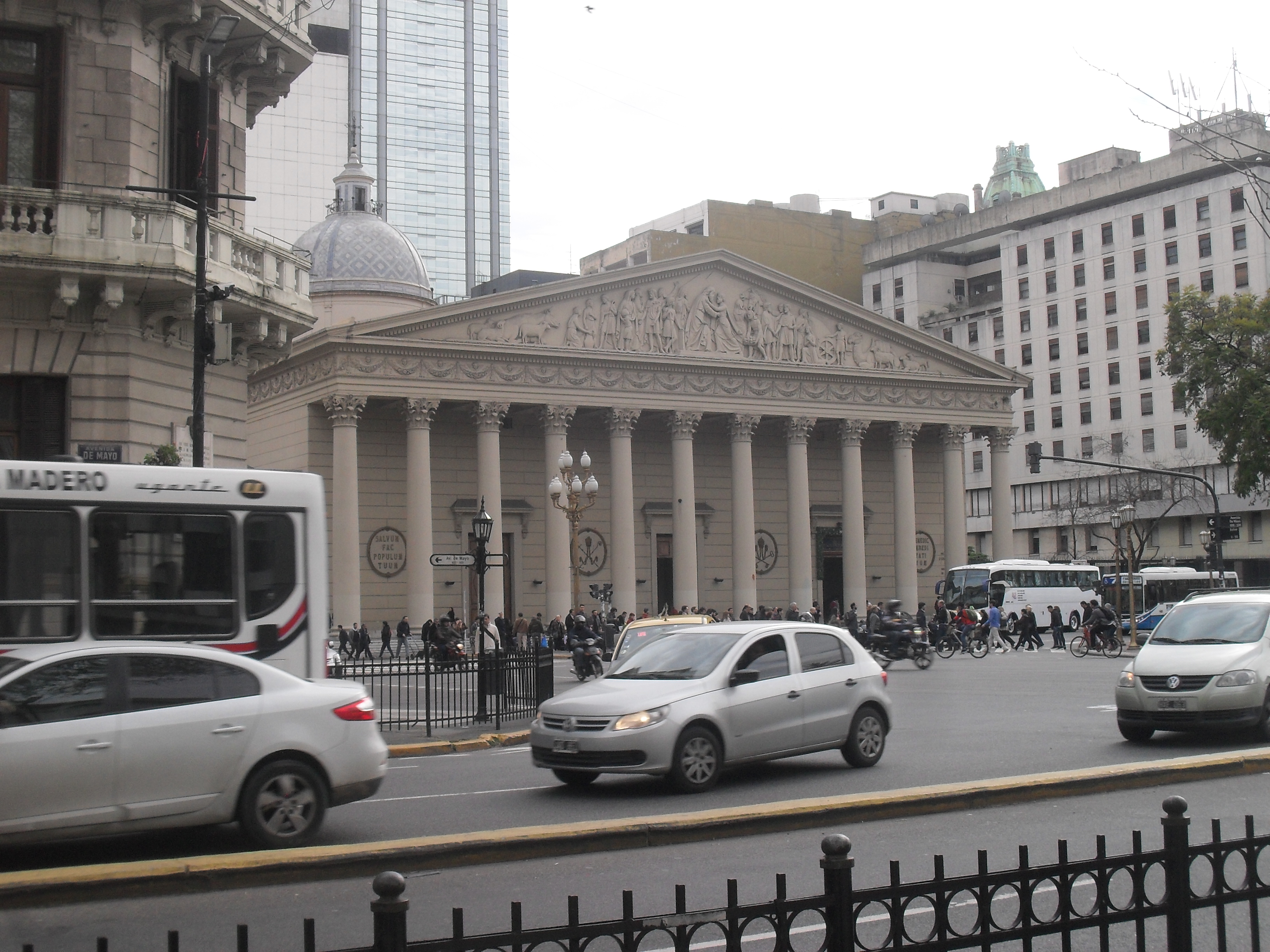

## Referencias

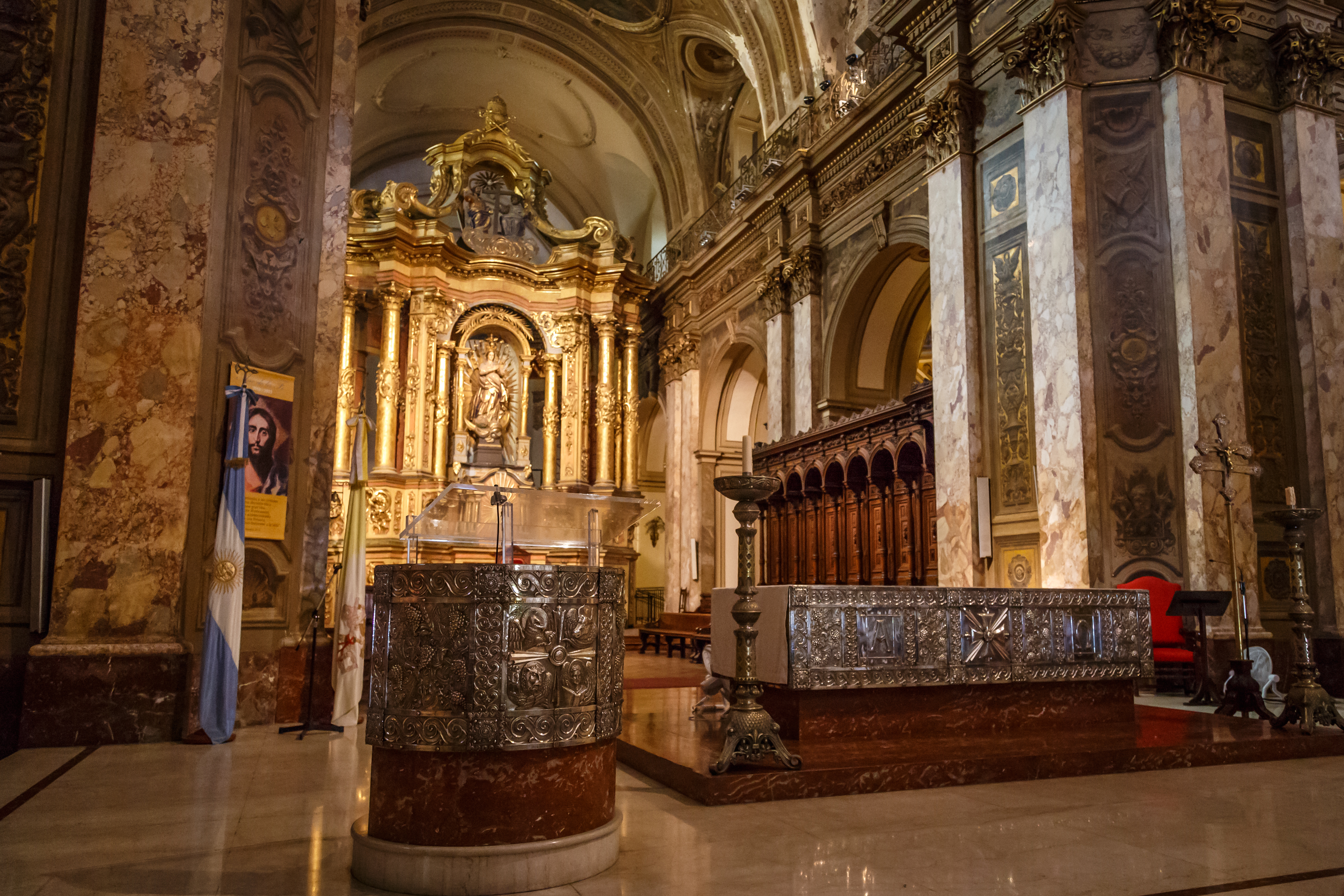
El altar mayor